# Alejandro Zambra
Œuvres principales
Q113687350, Bonsai
Alejandro Zambra, né le 24 juillet 1975 à Santiago, est un écrivain chilien.

## Biographie
Après l'obtention d'une licence en littérature hispanique de l'université du Chili, il s'installe en 1997 à Madrid. En Espagne, il étudie au Conseil supérieur de la recherche scientifique où il complète une maîtrise en philologie espagnole.
Admirateur des œuvres de Ezra Pound et de Marcel Proust, il fait paraître en 2006 son premier roman Bonsaï, qui obtient un gros succès critique et public, avant d'être adapté au cinéma en 2011.
Docteur en littérature de l'université pontificale catholique du Chili, il enseigne la littérature à l'université Diego Portales.
Il est également co-directeur, avec Andrés Anwandter, du magazine de poésie Humo et publie des critiques littéraires et des chroniques dans divers journaux, dont Las Últimas Noticias, El Mercurio et La Tercera, ainsi que dans le supplément littéraire du journal El País, la revue espagnole Turia et le magazine littéraire mexicain Letras Libres.

## Œuvres

### Poésie
- Bahía Inútil (1996-1998)
- Mudanza (2003) Publié en français sous le titre Vider les lieux, traduit par Pedro Araya, Lyon, Zinnia éditions, 2015, 29 p.  (ISBN 979-10-92948-13-4)

### Romans
- Bonsái (2006)[2] Publié en français sous le titre Bonsaï, traduit par Denise Laroutis, Paris, Éditions Payot & Rivages, coll. « Littérature étrangère/Rivages », 2011, 96 p.  (ISBN 978-2-7436-2290-9)
- La vida privada de los árboles (2007) Publié en français sous le titre La Vie privée des arbres, traduit par Denise Laroutis, Paris, Éditions Payot & Rivages, coll. « Littérature étrangère/Rivages », 2009, 128 p.  (ISBN 978-2-7436-1951-0)

- Formas de volver a casa (2011)

- Poeta chileno (2020)

### Récit
- El 34 (2012)  Publié dans le livre .CL Frontera text[3]. Anthologie comprenant des auteurs tels que Ramón Díaz Eterovic, Nona Fernández, Daniel Rojas Pachas et Elicura Chihuailaf.
- Mis documentos (2013)[4] Publié en français sous le titre Mes documents, traduit par Denise Laroutis, Paris, Éditions Payot & Rivages, coll. « Littérature étrangère/Rivages », 2015, 240 p.  (ISBN 978-2-7436-3404-9)
- Facsímil (2014)
- Literatura infantil. Publié en français sous le titre Langue paternelle, traduit par Denise Laroutis, Christian Bourgois, 2025[5]

### Essais
- « La montaña rusa », in Roberto Bolaño : La escritura como tauromaquia (2002)
- No leer (2010), critiques littéraires

## Adaptation cinématographique
- 2011 : Bonsái, film chilien réalisé par Cristián Jiménez, adaptation du roman éponyme, avec Diego Noguera